# アリ・アスター
アリ・アスター（Ari Aster、1986年7月15日 - ）は、アメリカ合衆国の映画監督、脚本家、映画プロデューサーである。ホラー映画『ヘレディタリー/継承』『ミッドサマー』などの監督作品で知られる。

## 経歴

### 青年期まで
アリ・アスターはニューヨークで生まれた。彼の両親はユダヤ系で父は音楽家、母は詩人であり、弟がいる。1990年、4歳のアスターは『ディック・トレイシー』を見に行った。アスターにとって、それが初めての映画体験となった。登場人物が炎の描かれた壁を背にマシンガンを撃つシーンを見た瞬間、アスターは興奮のあまり座席から飛び跳ねてしまった。それでも興奮が収まらず、アスターは町中を走り回り、母親を振り回したのだという。その後、一家はイングランドに引っ越したが、ほどなくしてニューメキシコ州に移り住むことになった。アスターは青春時代を同地で過ごした。

### 映画監督として
成長したアスターはホラー映画の製作に情熱を燃やしていた。アスターはその頃を回想して「僕は行ける範囲の全てのビデオ店に行き、その店のホラー映画コーナーにあった映画を片っ端から鑑賞した。（中略）ただ、当時の僕はホラー映画を作るのに必要なスタッフをどうやって集めたら良いのか分からなかった。（中略）取り敢えず、脚本を書くところから始めてみた。」と述べている。
その後2010年、アスターはAFI Conservatoryを卒業。そこで出会ったパヴェウ・ポゴジェルスキとはその後の作品における共同作業者となった。
2011年、アスターは初監督作『TDF Really Works』を発表した。その後の7年間で、アスターは6本の短編映画を世に送り出した。2018年1月21日、自身初の長編映画『ヘレディタリー/継承』がサンダンス映画祭で上映され、批評家から激賞された。同作は「21世紀最高のホラー映画」とまで評され、全米2964館で封切られた。公開初週末に1357万ドルを稼ぎ出し、週末興行収入ランキング初登場4位となった。
2019年7月3日、2作目の長編映画となる『ミッドサマー』が全米公開され、批評家から高く評価された。本作は『スパイダーマン:ファー・フロム・ホーム』と同じ週に封切られ、2019年7月3日に全米2707館で公開。公開初週末に656万ドルを稼ぎ出し、週末興行収入ランキング初登場6位となった。
アスターはガイ・マディン（脚本家、監督、ほか）のファンであり、学生時代に撮った作品は彼からアイデアを盗んだと語っている。『ボーはおそれている』では『臆病者はひざまずく』（2003年、カナダ）、『Stump the Guesser』（2020年、カナダ）（原題）の影響を受けている。さらに、マディンの『Rumours』（2024年、アメリカ合衆国）（原題）では製作総指揮を務めている。

## フィルモグラフィ

### 長編映画

#### 監督作品
| 年   | 題名                                                              | 役割             | 備考                   |
| ---- | ----------------------------------------------------------------- | ---------------- | ---------------------- |
| 2018 | ヘレディタリー/継承 Hereditary                                    | 監督・脚本       | 長編映画監督デビュー作 |
| 2019 | ミッドサマー Midsommar                                            | 監督・脚本       |                        |
| 2019 | ミッドサマー ディレクターズカット版 Midsommar: The Director's Cut | 監督・脚本       |                        |
| 2023 | ボーはおそれている Beau Is Afraid                                 | 監督・脚本       |                        |
| 2025 | Eddington                                                         | 監督・脚本・編集 |                        |

#### 製作作品
| 年   | 題名                                    | 役割       | 備考                                         |
| ---- | --------------------------------------- | ---------- | -------------------------------------------- |
| 2024 | ドリーム・シナリオ Dream Scenario       | 製作       |                                              |
| 2025 | サスカッチ・サンセット Sasquatch Sunset | 製作総指揮 |                                              |
| 2025 | Bugonia                                 | 製作       | 韓国映画『Save the Green Planet!』のリメイク |
| 2025 | Death of a Unicorn                      | 製作総指揮 |                                              |
| TBA  | The Drama                               | 製作       | [ 12 ]                                       |
| TBA  | Enemies                                 | 製作       | [ 13 ]                                       |

### 短編映画
| 年   | 題名                                 | 役割             | 備考     |
| ---- | ------------------------------------ | ---------------- | -------- |
| 2011 | TDF Really Works                     | 監督・脚本       |          |
| 2011 | The Strange Thing About the Johnsons | 監督・脚本・出演 | 声の出演 |
| 2011 | Beau                                 | 監督・脚本       |          |
| 2013 | Munchausen                           | 監督・脚本       |          |
| 2014 | Basically                            | 監督・脚本・編集 |          |
| 2014 | The Turtle's Head                    | 監督・脚本・編集 |          |
| 2016 | C'est La Vie                         | 監督・脚本・編集 |          |